# Rebstein
Rebstein is een gemeente en plaats in het Zwitserse kanton Sankt Gallen, en maakt deel uit van het district Rheintal.
Rebstein telt 4181 inwoners.